# (17899) Mariacristina
(17899) Mariacristina est un astéroïde de la ceinture principale.

## Description
(17899) Mariacristina est un astéroïde de la ceinture principale. Il fut découvert le 22 mars 1999 à la station Anderson Mesa par le programme LONEOS. Il présente une orbite caractérisée par un demi-grand axe de 2,28 UA, une excentricité de 0,11 et une inclinaison de 4,4° par rapport à l'écliptique.

## Compléments